# Song Hye-kyo
Song Hye-kyo (Daegu, 22 de noviembre de 1981) es una actriz, modelo y cantante surcoreana.

## Biografía
Cuando nació estaba muy enferma y sus padres y el médico pensaban que no iba a sobrevivir. Tras su recuperación, sus padres registraron su nacimiento el 26 de febrero de 1982 en lugar de su fecha de nacimiento real el 22 de noviembre de 1981. Los padres de Song se divorciaron cuando era niña, y ella fue criada por su madre. Se trasladaron desde su lugar de nacimiento en Daegu hasta el distrito de Gangnam en Seúl, donde se formó como patinadora en la escuela primaria, pero abandonó cuando estaba en octavo grado.

## Carrera

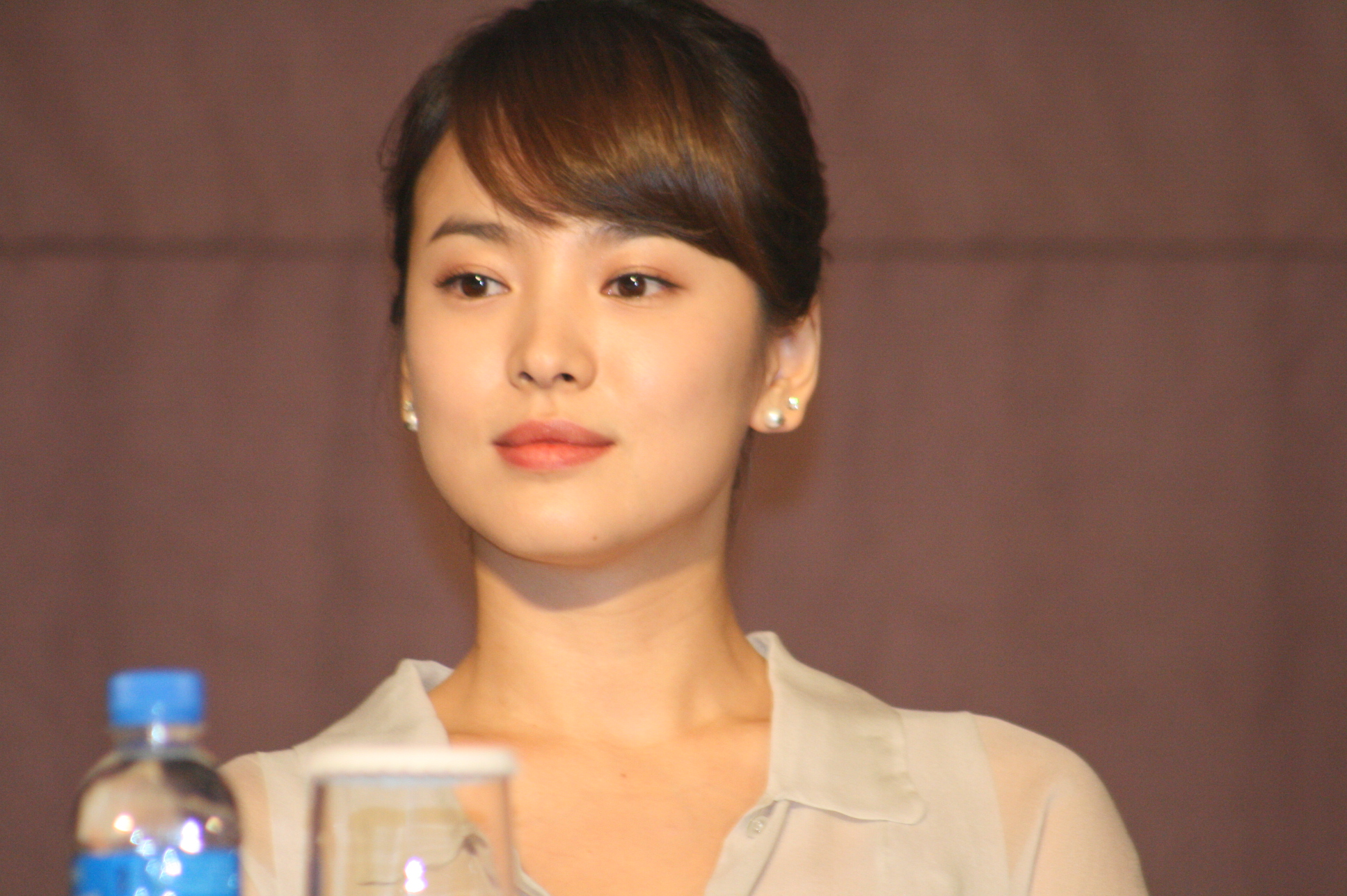
Song Hye-kyo en la presentación de la producción "Worlds Within"

Hizo su debut como modelo, convirtiéndose en la ganadora de una competencia de modelo de uniforme escolar a la edad de catorce años. 
Interpretó a una estudiante torpe en el sitcom "Soonpoong Clinic" (1998), pero no dejó una impresión duradera entre los fanes. Finalmente la hizo grande protagonizando en KBS2 "Autumn Tale" con Song Seung Heon en 2000 y "All In" con Lee Byung Hun en 2003. 
Al año siguiente, coprotagonizó con el cantante Rain en la exitosa serie de comedia romántica Full House. La popularidad de los dramas se disparó no sólo en Corea, sino también en el extranjero, incluyendo Japón, Taiwán y Europa, y finalmente Song se convirtió en una de los "amantes de Corea". 
En 2005, Song Hye Kyo hizo su debut en la pantalla grande en My Girl and I, que fue criticado tanto por el público acerca de su insatisfacción con el encasillada en los papeles que se le estaba ofreciendo, Song estuvo en hiatus durante dos años. Ella fue a San Francisco para estudiar inglés, y más tarde viajó a Seattle. Volvió a actuar en 2007, como el gisaeng titular en la adaptación cinematográfica de Hwang Jin Yi. 
En 2008 ella hizo su regreso a la TV a finales de año con Worlds Within, una serie fijada en una estación de transmisión en la cual Song y Hyun Bin jugaron los PDs del drama que trabajan juntos y se enamoran. Aunque la carrera de la gran pantalla de Song Hye Kyo no ha alcanzado tanto éxito comercial, ella no tiene miedo asumir nuevos desafíos. Apareció en la película de terror estadounidense "Make Yourself at Home" o también conocida como "Fetish" en 2008 e iba a aparecer en la película china "1949", pero la película fue cancelada por el director John Woo. Luego de cinco años fuera de los dramas, regresó de la mano de Jo In Sung en el drama That Winter, the Wind Blows estrenado el año 2013, siendo este un remake de la película Love Me Not. Este drama recibió muy buenas críticas por parte del público y ganando el premio Daesang por su papel en el drama. 
En 2016, Song protagonizó el drama Descendientes del sol, el cual fue increíblemente popular con audiencia en el episodio final de 38.8% nivel nacional y 41.6% en la zona capital de acuerdo a Nielsen Corea. El drama restableció una Song como líder del Hallyu y encabezó encuestas de popularidad en Asia y se destacó por su inmenso reconocimiento de marca en Corea del Sur.
En marzo de 2021 se confirmó que se había unido al elenco principal de la serie Now, We Are Breaking Up donde interpretará a Ha Young-eun, la directora del equipo de diseño de una marca de moda que es una mujer realista, moderna e inteligente.
En diciembre del mismo año se anunció que se había unido al elenco principal de la serie La gloria, donde interpreta a Moon Dong-eun, una mujer que entra a trabajar como maestra para vengarse de los responsables de la violencia escolar que sufrió.El drama de Netflix "The Glory" ha sido un gran éxito mundial desde su estreno. En particular, tras el estreno de la segunda parte, se volvió muy popular, alcanzando el número 1 en la categoría global de series de Netflix. N.° 1 en 38 países: demuestra su popularidad mundial al alcanzar el puesto n.° 1 en varios países. Los usuarios de la aplicación Netflix establecieron un récord histórico después del lanzamiento de la Parte 2 Continuó su éxito de taquilla a largo plazo, ocupando el primer lugar a nivel mundial durante tres semanas consecutivas.

## Vida personal
Comenzó a salir con el actor Song Joong-ki, el 5 de julio de 2017 se anunció su matrimonio y la pareja finalmente se casó el 31 de octubre del mismo año. En 2019 anuncian su separación y posteriormente el divorcio de la pareja citando diferencias irreconciliables.

## Filmografía

### Series de televisión
- First Love (첫사랑; 1996).
- Happy Morning (행복한 아침; 1997).
- Beautiful face (아름다운 얼굴; 1997).
- When They Met (그들이 만났을 때; 1997).
- Couple (짝; 1997).
- Wedding Dress (웨딩드레스; 1997-1998).
- Six Siblings (육남매; 1998).
- Soonpoong Clinic (순풍산부인과; 1998-2000).
- White Nights 3.98 (백야 3.98; 1998).
- Deadly Eyes (납량특집극 공포의 눈동자 편; 1998).
- How Am I? (나 어때; 1998-1999).
- Marching (행진; 1999-2000).
- Sweet Bride (달콤한 신부; 1999-2000).
- Otoño en mi corazón (가을동화; 2000).
- Hotelier (호텔리어; 2001).
- Guardian Angel (수호천사; 2001).
- All In (올인; 2003).
- Sunlight Pours Down (햇빛 쏟아지다; 2003).
- Full House (풀하우스; 2004).
- Worlds Within (그들이 사는 세상; 2008).
- That Winter, the Wind Blows (그 겨울, 바람이 분다; 2013).
- Descendientes del sol (태양의 후예; 2016).[5]
- Encounter (2018)[6]
- Now, We Are Breaking Up (2021-2022).[7]
- La gloria (2022 - 2023).[8][9][3]

### Películas
- My Girl and I (파랑 주의보; 2005).
- Hwang Jin Yi (황진이; 2007).
- Fetish (페티쉬; 2008).
- Camellia (카멜리아; 2010).
- Countdown (카운트다운; 2011).
- A Reason to Live (오늘; 2011).
- The Grandmaster (一代宗師; 2013).
- My Brilliant Life (두근두근 내 인생; 2014).
- The Crossing (太平轮; 2014).
- The Queens (我是女王; 2015).
- The Crossing 2 (太平轮 2; 2015).

### Vídeos musicales
- This Promise de Kim Soo Keun (1996).
- Curious Destiny de Shin Sung Woo (2000).
- Once Upon a Day de Kim Bum Soo (2001).

## Apoyo a beneficencia
El 7 de marzo de 2022 se anunció que la actriz había donado 100 millones de KRW (aproximadamente US$ 82 175) al "Hope Bridge National Disaster Relief Association" a través de la Cruz Roja Nacional de la República de Corea, para apoyar a las víctimas del incendio forestal que se salió de control en Gangwon y Gyeongsangbuk-do.

## Premios y nominaciones
| Año  | Premios                                   | Categoría                                        | Papel                            | Resultado | Ref.          |
| ---- | ----------------------------------------- | ------------------------------------------------ | -------------------------------- | --------- | ------------- |
| 1996 | SunKyung Smart Model Contest              | Gran Premio (Daesang)                            | Song Hye-kyo                     | Ganadora  |               |
| 1998 | SBS Drama Awards                          | Mejor actriz revelación en una sitcom            | Soonpoong Clinic, How Am I?      | Ganadora  |               |
| 2000 | KBS Drama Awards                          | Premio a la gran excelencia, actriz              | Autumn in My Heart               | Nominada  |               |
| 2000 | KBS Drama Awards                          | Photogenic Award, Actress                        | Autumn in My Heart               | Ganadora  |               |
| 2000 | KBS Drama Awards                          | Actriz más popular                               | Autumn in My Heart               | Ganadora  |               |
| 2001 | Baeksang Arts Awards                      | Mejor actriz revelación (televisión)             | Autumn in My Heart               | Nominada  |               |
| 2001 | Baeksang Arts Awards                      | Actriz más popular (TV)                          | Autumn in My Heart               | Ganadora  |               |
| 2001 | Golden Disk Awards                        | Popular Music Video Award                        | "Once Upon a Day" by Kim Bum-soo | Ganadora  |               |
| 2001 | Gold Song Awards (Hong Kong)              | Top Korean Star                                  | Song Hye-kyo                     | Ganadora  |               |
| 2001 | SBS Drama Awards                          | Top 10 Stars                                     | Guardian Angel                   | Ganadora  |               |
| 2001 | SBS Drama Awards                          | SBSi Award                                       | Guardian Angel                   | Ganadora  |               |
| 2002 | CETV Awards                               | Top 10 Asian Entertainers                        | Song Hye-kyo                     | Ganadora  |               |
| 2003 | SBS Drama Awards                          | Premio a la gran excelencia, actriz              | All In                           | Ganadora  |               |
| 2003 | SBS Drama Awards                          | Top 10 Stars                                     | All In                           | Ganadora  |               |
| 2004 | KBS Drama Awards                          | Premio a la gran excelencia, actriz              | Full House                       | Ganadora  |               |
| 2004 | KBS Drama Awards                          | Actriz más popular                               | Full House                       | Ganadora  |               |
| 2004 | KBS Drama Awards                          | Mejor pareja (con Rain)                          | Full House                       | Ganadora  |               |
| 2004 | SBS Drama Awards                          | Premio a la gran excelencia, actriz              | Sunlight Pours Down              | Nominada  |               |
| 2004 | SBS Drama Awards                          | Premio a la excelencia, actriz en drama especial | Sunlight Pours Down              | Nominada  |               |
| 2005 | Baeksang Arts Awards                      | Mejor actriz (televisión)                        | Full House                       | Nominada  |               |
| 2006 | Baeksang Arts Awards                      | Mejor actriz revelación (cine)                   | My Girl and I                    | Nominada  |               |
| 2006 | Grand Bell Awards                         | Mejor actriz revelación                          | My Girl and I                    | Nominada  |               |
| 2007 | Blue Dragon Film Awards                   | Mejor actriz protagonista                        | Hwang Jin Yi                     | Nominada  |               |
| 2007 | Korean Film Awards                        | Mejor actriz revelación                          | Hwang Jin Yi                     | Ganadora  |               |
| 2008 | KBS Drama Awards                          | Premio a la excelencia, actriz en miniserie      | Worlds Within                    | Nominada  |               |
| 2009 | Shanghai New Entertainment Charity Awards | Most Charming Charity Star Award                 | Song Hye-kyo                     | Ganadora  |               |
| 2011 | Women in Film Korea Awards                | Mejor actriz                                     | A Reason to Live                 | Ganadora  |               |
| 2013 | APAN Star Awards                          | Gran Premio (Daesang)                            | That Winter, the Wind Blows      | Ganadora  |               |
| 2013 | APAN Star Awards                          | Premio a la gran excelencia, actriz              | That Winter, the Wind Blows      | Nominada  |               |
| 2013 | Baeksang Arts Awards                      | Mejor actriz (televisión)                        | That Winter, the Wind Blows      | Nominada  |               |
| 2013 | Korea Drama Awards                        | Gran Premio (Daesang)                            | That Winter, the Wind Blows      | Nominada  |               |
| 2013 | Mnet 20's Choice Awards                   | 20's Drama Star-Female                           | That Winter, the Wind Blows      | Nominada  |               |
| 2013 | SBS Drama Awards                          | Premio a la gran excelencia, actriz en miniserie | That Winter, the Wind Blows      | Ganadora  |               |
| 2013 | SBS Drama Awards                          | Top 10 Stars                                     | That Winter, the Wind Blows      | Ganadora  |               |
| 2013 | SBS Drama Awards                          | Mejor pareja (con Jo In-sung)                    | That Winter, the Wind Blows      | Nominada  |               |
| 2013 | Seoul International Drama Awards          | Outstanding Korean Actress                       | That Winter, the Wind Blows      | Nominada  |               |
| 2014 | Hundred Flowers Awards                    | Mejor actriz de reparto                          | The Grandmaster                  | Nominada  |               |
| 2016 | APAN Star Awards                          | Gran Premio (Daesang)                            | Descendientes del sol            | Nominada  |               |
| 2016 | APAN Star Awards                          | Premio a la gran excelencia, actriz en miniserie | Descendientes del sol            | Nominada  |               |
| 2016 | APAN Star Awards                          | Mejor pareja (con Song Joong-ki)                 | Descendientes del sol            | Ganadora  |               |
| 2016 | Baeksang Arts Awards                      | Mejor actriz (televisión)                        | Descendientes del sol            | Nominada  |               |
| 2016 | Baeksang Arts Awards                      | Actriz más popular (TV)                          | Descendientes del sol            | Ganadora  |               |
| 2016 | Baeksang Arts Awards                      | iQiyi Global Star Award                          | Descendientes del sol            | Ganadora  |               |
| 2016 | KBS Drama Awards                          | Gran Premio (Daesang)                            | Descendientes del sol            | Ganadora  |               |
| 2016 | KBS Drama Awards                          | Premio a la gran excelencia, actriz              | Descendientes del sol            | Nominada  |               |
| 2016 | KBS Drama Awards                          | Premio a la excelencia, actriz en miniserie      | Descendientes del sol            | Nominada  |               |
| 2016 | KBS Drama Awards                          | Mejor pareja (con Song Joong-ki)                 | Descendientes del sol            | Ganadora  |               |
| 2016 | KBS Drama Awards                          | Asia Mejor pareja (con Song Joong-ki)            | Descendientes del sol            | Ganadora  |               |
| 2021 | SBS Drama Awards                          | Gran Premio (Daesang)                            | Now, We Are Breaking Up          | Nominada  |               |
| 2021 | SBS Drama Awards                          | Premio a la gran excelencia, actriz en miniserie | Now, We Are Breaking Up          | Nominada  |               |
| 2021 | SBS Drama Awards                          | Mejor pareja (con Jang Ki-yong)                  | Now, We Are Breaking Up          | Nominada  |               |
| 2022 | Korean Fashion Photographers Association  | Photogenic Cup                                   | Song Hye-kyo                     | Ganadora  |               |
| 2023 | APAN Star Awards                          | Premio a la gran excelencia, actriz en miniserie | La gloria                        | Nominada  |               |
| 2023 | Asia Contents Awards & Global OTT Awards  | Mejor actriz                                     | La gloria                        | Nominada  | [ 11 ]        |
| 2023 | Baeksang Arts Awards                      | Mejor actriz (televisión)                        | La gloria                        | Ganadora  | [ 12 ]        |
| 2023 | Blue Dragon Series Awards                 | Blue Dragon's Choice (Grand Prize)               | La gloria                        | Ganadora  | [ 13 ]        |
| 2023 | Blue Dragon Series Awards                 | Mejor actriz                                     | La gloria                        | Nominada  |               |
| 2023 | Brand Customer Loyalty Awards             | Mejor actriz (OTT)                               | La gloria                        | Ganadora  | [ 14 ]        |
| 2023 | Grand Bell Awards                         | Mejor actriz en una serie                        | La gloria                        | Nominada  |               |
| 2023 | Korea Drama Awards                        | Gran Premio (Daesang)                            | La gloria                        | Nominada  |               |
| 2024 | Visionary Awards[C]                       | 2024 Visionary                                   | Song Hye-kyo                     | Ganadora  |               |
| 2025 | Baeksang Arts Awards                      | Mejor actriz (cine)                              | Dark Nuns                        | Pendiente | [ 15 ] [ 16 ] |